# 久留米藩

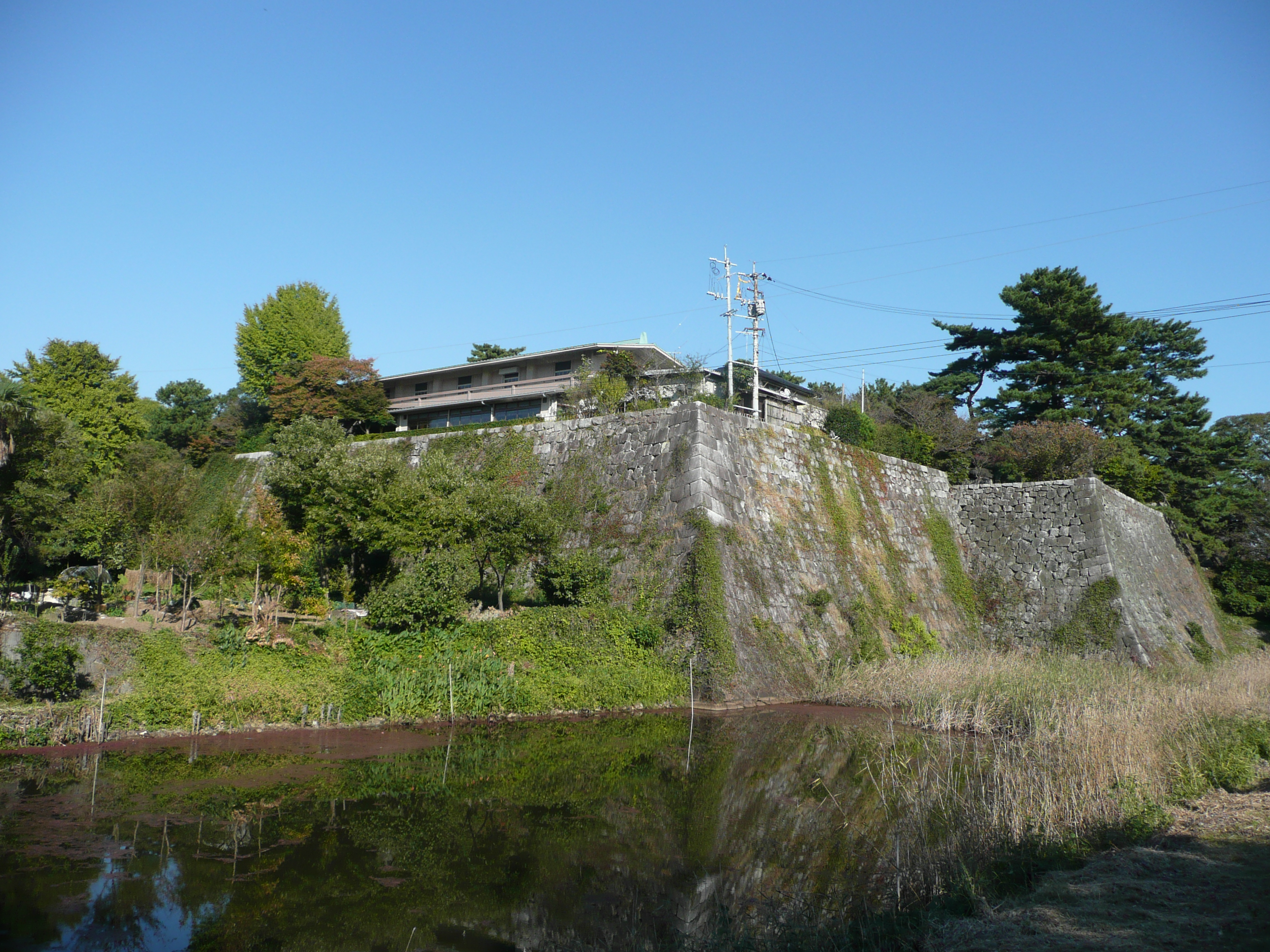
久留米城址

久留米藩（くるめはん）は、筑後国御井郡の久留米城（現在の福岡県久留米市）に藩庁を置いた藩。1620年以降幕末まで有馬家が藩主を務め、21万石を領した。
米藩（べいはん）とも称される。

## 歴史

### 前史
久留米は、御井郡と三潴郡の境界にあたる。久留米地域の北部は、山本郡草野（現在の久留米市草野町）を本拠とした草野氏が、平安時代末期以来、豊臣秀吉による九州仕置に際して草野鎮永が滅ぼされるまで約400年間統治した。久留米地域の南部にあたる三潴郡は筑後十五城筆頭である柳川城主の蒲池氏が統治した。

### 豊臣時代から有馬氏の入部まで
天正15年（1587年）、九州仕置によって筑後3郡の7万5千石を領することになった小早川秀包は、久留米城を改修して居城とした。秀包は「羽柴久留米侍従」と呼ばれ、文禄・慶長の役の戦功により13万石まで加増される。しかし、関ヶ原の戦いの際に西軍に与したため改易となる。
関ヶ原の戦いののち、筑後一国32万5000石は田中吉政の所領となった（柳河藩参照）。吉政は柳河城を居城とし、久留米城には子の田中則政（吉信）を置いた。田中家時代、久留米城の拡張が行われているが、慶長20年/元和元年（1615年）の一国一城令により破却されている。
元和6年（1620年）、2代藩主田中忠政が病没すると、無嗣子により田中家は改易となった。その所領は分割され、久留米を含む筑後中部・北部の21万石は有馬豊氏の所領となった。なお、筑後南部には立花宗茂の柳河藩（10万9000石）と、立花種次（宗茂の甥）の三池藩（1万石）が成立した。

### 有馬家の統治
有馬家の始まり
有馬家の始まりは播磨の名門、赤松家四代円心則村の三男播磨（兵庫県）守護職赤松則裕で、その子義裕が摂津の有馬郡を配され、有馬と名乗るようになった。

#### 江戸時代初期
元和6年（1620年）、丹波国福知山藩8万石の大名であった有馬豊氏は、一挙に13万石の加増を受け、久留米21万石の領主として入封した。大幅な加増は大坂の陣の功績とされている（なお、有馬家末裔の有馬頼底は「大した働きもしていないのに13万石加増になったのは不可思議である」旨の発言をしている）。
豊氏は、播磨国の赤松氏庶流の豪族・有馬則頼の二男で、豊臣政権では姉婿である遠江国横須賀城主渡瀬繁詮に仕えてその所領を継承、豊臣秀吉死後は父とともに徳川家康に接近し、家康の養女蓮姫を娶ったという経歴を持つ。関ヶ原の戦い後の福知山への加増転封や父の所領（三田藩）の編入を経て、久留米移封によって一代で21万石の大名にまで躍進した人物であるが、同時に多様な出自を持つ家臣団を持つこととなった。渡瀬家から引き継いだ「横須賀衆」、父の三田藩から引き継いだ「梅林公御代衆」、豊氏が福知山で召し抱えた「丹波衆」、そして久留米で新たに召し抱えた家臣などである。こうした派閥は、のちの藩内抗争の下地となった。
初代藩主・豊氏は、入封後に廃城と化していた久留米城の修築を手がけ、城下町を整備した。年貢の増徴策を取る一方、新領地の人心掌握にも腐心している。
寛文4年（1664年）から延宝4年（1676年）にかけて、筑後川の治水・水利事業が営まれ、筑後平野の灌漑が整えられた。米の増産を目的としたこれらの事業は、逆に藩財政を圧迫する結果となった。第4代藩主・頼元は延宝3年（1675年）より藩士の知行借り上げを行った。早くも天和3年（1681年）には藩札の発行を行っている。また、頼元はすすんで冗費の節約を行い、経費節約の範となった。
第5代藩主頼旨の時に豊氏の直系男子が絶え、旗本石野家（赤松氏一門）出身で旗本有馬家（則頼の四男にはじまる家）を継いでいた則維が迎えられて第6代藩主となった。則維は、頼元以来続けられてきた財政再建のための藩政改革を引き継ぎ、これが功を奏し何とか好転した。

#### 江戸時代中期
第7代藩主・頼徸は享保14年（1729年）に16歳で家督を継ぎ、以後54年間にわたって藩主の座にあった。頼徸は関流和算家の大家であり、数学書『拾璣算法（しゅうきさんぽう）』全5巻を著述した大名数学者として有名である。しかし藩政においては、享保17年（1732年）の享保の大飢饉に際してウンカによる大被害を受けて多数の餓死者を出し、さらに御殿造営や幕命による東海道の諸河川改修手伝いにともなう出費を賄うための増徴政策をとったため、領民が6万人規模にも及ぶ一揆を起こすなど、その治世は平坦なものではなかった。
第8代藩主・頼貴は、相撲を愛好して多くの力士を召し抱えたり（雷電爲右エ門との勝負で知られる横綱小野川喜三郎や筑後出身の鯱和三郎は久留米藩の抱え力士である）、犬を愛好して買い集めるなど自らの趣味に傾倒し、悪化していた藩財政を顧みなかった。一方、頼貴の治世の功績としては、天明3年（1783年）に学問所（藩校）を開き、文教の興隆を図った点が挙げられる。学問所は天明7年（1787年）に「修道館」と名付けられたが、寛政7年（1795年）に焼失した。樺島石梁らの奔走によって寛政8年（1796年）に再建された藩校は、新たに「明善堂」と名付けられた。明善堂は真木保臣などの人材を輩出し、今日の福岡県立明善高等学校につながっている。

#### 江戸時代後期から幕末・明治維新

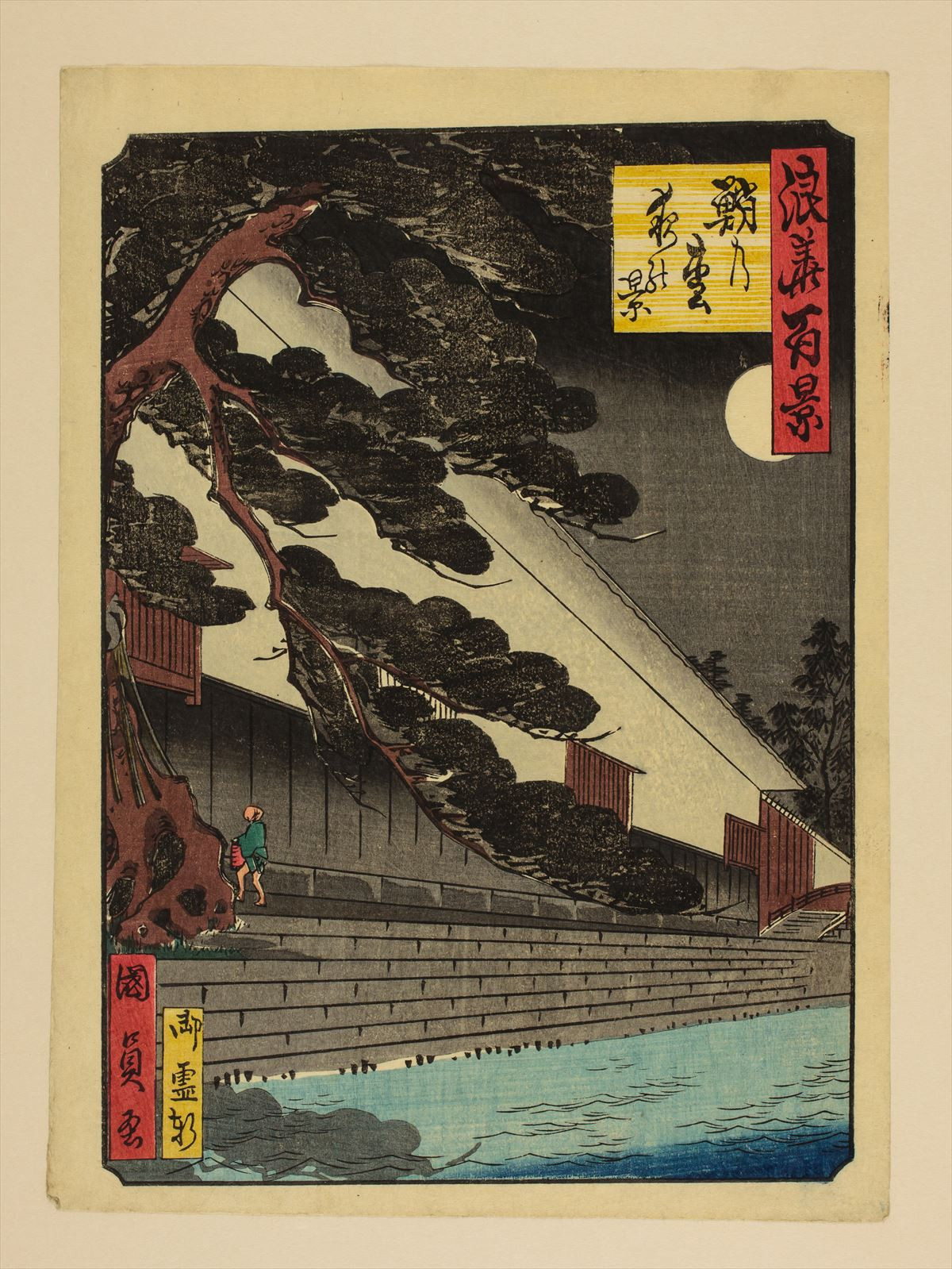
中之島_(大阪府)にあった久留米藩蔵屋敷（『浪花百景』鮹の松夜の景)。松は隣にあった広島藩のもので、福島正則が植えたと言われていた。

第9代藩主・頼徳もまた趣味に傾倒して藩財政を悪化させ、天保3年（1832年）には亀王組一揆が発生している。
天保15年（1844年）に第10代藩主となった頼永は藩政改革を図るも病に倒れ、弘化3年（1846年）治世2年で夭折する。頼永が改革推進のために起用した有望な若手藩士は、真木保臣の影響を受け水戸学（天保学）を奉じる「天保学連」と呼ばれる人々であり、のちの藩政で大きな役割を担うことになる。しかし、頼永の後継者問題を契機に「天保学連」は「内同志」グループと「外同志」グループに分裂し、幕末から明治維新にかけて有能な人材を消耗することとなる。
頼永の弟である第11代藩主・頼咸（慶頼）のもと、久留米藩は幕末期を迎える。藩政改革を巡る対立や「天保学連」内の抗争は幕末期の政治課題と結びつき、激しい権力抗争が行われた。嘉永5年（1852年）に藩内の尊王攘夷派（真木保臣が指導する「外同志」グループ）が失脚、真木保臣が蟄居処分を受けるなど尊王攘夷派が弾圧された。久留米藩の藩論の大勢は佐幕・公武合体派（門閥派および「内同志」グループ）が占めて不破美作、今井栄らが開明路線をとり、筑後川河口部に若津港（現：大川市）を整備して「雄飛丸」などの洋式船を買い入れ、諸藩でも有数の海軍を創設している。
しかし、慶応4年（1868年）には大政奉還を受ける形で尊王攘夷派が復権し、佐幕派の首脳を排除・粛清。戊辰戦争が始まると新政府軍側で参戦した。しかしながら、明治政府の「開国和親」路線に不満を持つ久留米藩攘夷派政権は、明治4年（1871年）に二卿事件と呼ばれるクーデター未遂事件に関与し、明治政府の命令を受けた熊本藩に城を占拠されている（久留米藩難事件）。
明治4年（1871年）7月、廃藩置県により久留米藩は廃されて久留米県となり、同年11月に三潴県に編入され、明治9年（1876年） 福岡県の一部となった。
明治17年（1884年）、華族令の公布により有馬家当主頼万（頼咸の子）は伯爵となった。また、のちに頼万の弟が分家して男爵家を創設している。

## 歴代藩主
有馬家
外様 21万石
1. 豊氏
2. 忠頼
3. 頼利
4. 頼元
5. 頼旨
6. 則維
7. 頼徸
8. 頼貴
9. 頼徳
10. 頼永
11. 頼咸

## 支藩
松崎藩

## 文化遺産
歴代藩主有馬家の武具、古文書などの歴史資料が久留米城址天守跡にある有馬記念館に保存、展示してある。菩提寺である梅林寺の有馬家霊屋は2018年に国の重要文化財に指定された。九州唯一の大名墓の重要文化財である。

## 参勤交代
久留米藩の参勤交代は、久留米城を出て現在の通町十丁目から北に曲がり、百年公園の北にあった宮地の渡しで筑後川を越え、宮ノ陣町の古賀茶屋で薩摩街道に合流していた。4代藩主有馬頼元までは瀬戸内海の海路を使っていたが、天候に影響され、決まった日にたどり着くことができないため、6代藩主則維からは山陽道や東海道の陸路で江戸に向かっていた。

## 幕末の領地
- 筑後国
  - 生葉郡 - 59村（全域）
  - 竹野郡 - 89村（全域）
  - 山本郡 - 30村（全域）
  - 御井郡 - 72村（全域）
  - 御原郡 - 36村（全域）
  - 三潴郡のうち - 137村（残部は柳河藩領）
  - 下妻郡のうち - 27村（残部は柳河藩領）
  - 上妻郡のうち - 97村（残部は柳河藩領）